# Utriculofera macroplaga
Utriculofera macroplaga är en fjärilsart som beskrevs av George Francis Hampson 1900. Utriculofera macroplaga ingår i släktet Utriculofera och familjen björnspinnare. Inga underarter finns listade i Catalogue of Life.